# AAA 10th Anniversary Best
Albums de AAA
Gold Symphony
(2014) Way Of Glory
(2017)
Compilations par AAA
Ballad Collection
(2013)
AAA 10th Anniversary Best est la 5e compilation du groupe AAA. Elle est sortie sous le label Avex Trax le 16 septembre 2015 au Japon. Elle arrive 1er à l'Oricon. Elle se vend à 85 646 exemplaires la première semaine et reste classé 7 semaines pour un total de 126 248 exemplaires vendus en tout durant cette période. Elle sort au format 2CD, 2CD+DVD, 3CD+DVD+Goodies. Les 2 premiers CD contiennent le Best of, tandis que le 3e CD contient le nouvel album original avec les pistes de leurs derniers singles.

## Liste des titres
| 1.  | Blood on Fire                                                  |  |
| 2.  | Hurricane Riri, Boston Mari (ハリケーン・リリ、ボストン・マリ) |  |
| 3.  | Winter lander!!                                                |  |
| 4.  | Get Chu! (Get チュー!)                                         |  |
| 5.  | Kuchibiru Kara Romantica (唇からロマンチカ)                    |  |
| 6.  | Sunshine                                                       |  |
| 7.  | Mirage                                                         |  |
| 8.  | Music!!!                                                       |  |
| 9.  | Horizon                                                        |  |
| 10. | Break Down                                                     |  |
| 11. | Heart and Soul                                                 |  |
| 12. | Believe own way                                                |  |

| 1.  | Aitai Riyuu (逢いたい理由)                      |  |
| 2.  | Makenai Kokoro (負けない心)                     |  |
| 3.  | Paradise                                        |  |
| 4.  | Call                                            |  |
| 5.  | Charge ▶ Go!                                    |  |
| 6.  | Still Love You                                  |  |
| 7.  | 777 ~We can sing a song!~                       |  |
| 8.  | Niji (虹)                                       |  |
| 9.  | Party it Up                                     |  |
| 10. | Love Is In The Air                              |  |
| 11. | Koi Oto to Amazora (恋音と雨空)                 |  |
| 12. | Wake up!                                        |  |
| 13. | Kaze ni Kaoru Natsu no Kioku (風に薫る夏の記憶) |  |
| 14. | Sayonara no Mae ni (さよならの前に)             |  |
| 15. | Next Stage                                      |  |

| 1.  | I'll be there                                                   |  |
| 2.  | Lil' Infinity                                                   |  |
| 3.  | Boku no Yuuutsu to Fukigen na Kanojo (ぼくの憂鬱と不機嫌な彼女) |  |
| 4.  | Game Over?                                                      |  |
| 5.  | Ashita no Hikari (アシタノヒカリ)                               |  |
| 6.  | Flavor of kiss                                                  |  |
| 7.  | Lover                                                           |  |
| 8.  | Distance                                                        |  |
| 9.  | Story                                                           |  |
| 10. | Aishiteru no ni, Aisenai (愛してるのに、愛せない)               |  |

| 1.  | Mirage (Music Video)                                            |  |
| 2.  | Music!!! (Music Video)                                          |  |
| 3.  | Break Down (Music Video)                                        |  |
| 4.  | Heart and Soul (Music Video)                                    |  |
| 5.  | Aitai Riyuu (Music Video) (逢いたい理由)                        |  |
| 6.  | Makenai Kokoro (Music Video) (負けない心)                       |  |
| 7.  | Call (Music Video)                                              |  |
| 8.  | Charge ▶ Go! (Music Video)                                      |  |
| 9.  | 777 ~We can sing a song!~ (Music Video)                         |  |
| 10. | Party it Up (Music Video)                                       |  |
| 11. | Koi Oto to Amazora (Music Video) (恋音と雨空)                   |  |
| 12. | Show Time (Music Video)                                         |  |
| 13. | Wake up! (Music Video)                                          |  |
| 14. | Sayonara no Mae ni (Music Video) (さよならの前に)               |  |
| 15. | Lil' Infinity (Music Video)                                     |  |
| 16. | Lover (Music Video)                                             |  |
| 17. | Aishiteru no ni, Aisenai (Music Video) (愛してるのに、愛せない) |  |
| 18. | Lover (Making of)                                               |  |
| 19. | Aishiteru no ni, Aisenai (Making of) (愛してるのに、愛せない)   |  |
| 20. | AAA Asia Tour 2015 –Attack All Around- (Documentary Video)      |  |